# Nimetön (ö i Södra Savolax, Nyslott, lat 62,14, long 29,23)
Nimetön är en ö i Finland. Den ligger i sjön Pyyvesi och i kommunen Nyslott i  landskapet Södra Savolax, i den sydöstra delen av landet, 300 km nordost om huvudstaden Helsingfors. Öns area är 14,1 hektar och dess största längd är 1,1 kilometer i sydöst-nordvästlig riktning.